# Liste der Nummer-eins-Hits in den Hot 100 Airplay (2002)
Diese Liste enthält alle Nummer-eins-Hits in den Hot 100 Airplay Charts im Jahr 2002. Es handelt sich hierbei um die Charts mit den von den Radiostationen in den USA am häufigsten gespielten Musiktiteln, die vom US-amerikanischen Magazin Billboard veröffentlicht wurden. In diesem Jahr gab es sieben Spitzenreiter.
| Singles |
| --- |
| - Usher – U Got It Bad - 10 Wochen (15. Dezember 2001 – 22. Februar 2002) - Ja Rule feat. Ashanti – Always on Time - 2 Wochen (23. Februar – 8. März) - Jennifer Lopez feat. Ja Rule – Ain’t It Funny - 6 Wochen (9. März – 19. April) - Ashanti – Foolish - 10 Wochen (20. April – 28. Juni) - Nelly – Hot in Herre - 7 Wochen (29. Juni – 16. August) - Nelly feat. Kelly Rowland – Dilemma - 12 Wochen (17. August – 8. November) - Eminem – Lose Yourself - 11 Wochen (9. November 2002 – 24. Januar 2003) |